# Disappear (INXS)
Disappear è un singolo del gruppo musicale australiano INXS, pubblicato nel 1990 ed estratto dall'album X.
Il brano è stato scritto da Jon Farriss e Michael Hutchence.

## Formazione
- Michael Hutchence - voce
- Tim Farriss - chitarra, tamburello, cori
- Kirk Pengilly - chitarra acustica, cori
- Andrew Farriss - tastiere, cori
- Garry Gary Beers - basso
- Jon Farriss -  batteria

## Tracce
- CD (UK)

1. Disappear (LP Version)
2. Disappear Extended 12" Mix
3. What You Need (Coldcut 'Force' Mix)